# 博德鄉 (布拉索夫縣)

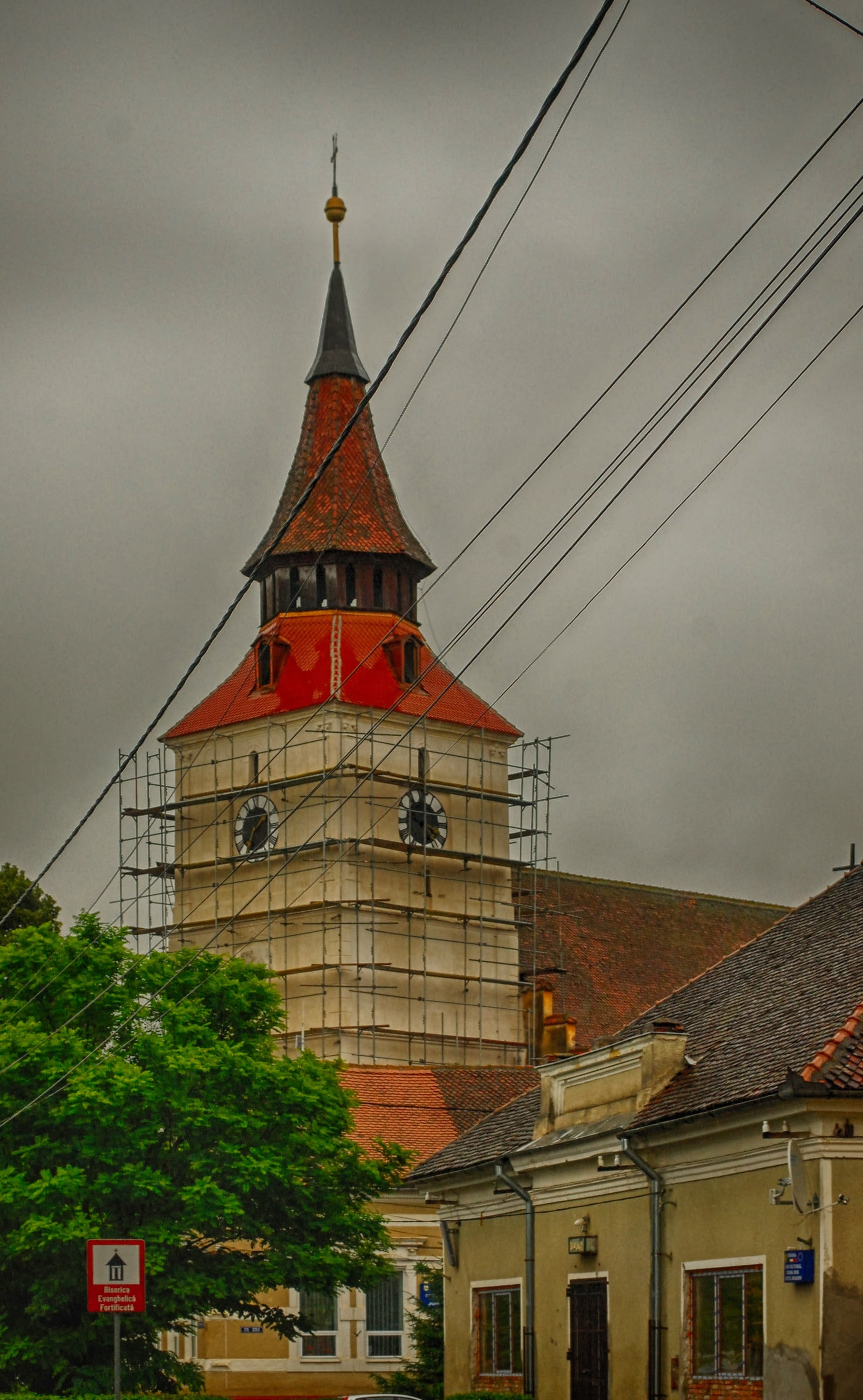

45°46′N 25°39′E / 45.767°N 25.650°E
博德鄉（羅馬尼亞語：Comuna Bod, Brașov），是羅馬尼亞的鄉份，位於該國中部，由布拉索夫縣負責管轄，面積34平方公里，海拔高度497米，2007年人口4,173，人口密度每平方公里124人。